# Chevrolet Colorado
Colorado é uma picape de porte médio da Chevrolet. É uma das maiores camionetes da General Motors, está sendo fabricado desde 2004. No Brasil é chamada de Chevrolet S10, desde que chegou como terceira geração da S10 no Brasil.
A sua segunda geração foi desenvolvida no Brasil como um produto global de modo a encurtar a diferença entre as versões Americanas e Asiáticas.

## Nos EUA
A Chevrolet existe no mercado americano desde 2004 substituindo a Chevrolet S10, por lá esta na sua segunda geração.

## No Brasil
No Brasil Chegou na sua segunda geração em 2012, com pequenas diferenças em relação a outros mercados, porem no Brasil ela é vendida como a terceira geração da Chevrolet S10.

## Motores

### Brasil[6]
- 2.8 Turbo Diesel 200 cv
- 2.5 Ecotec Gasolina: 197 cv Etanol: 206 cv

## Galeria

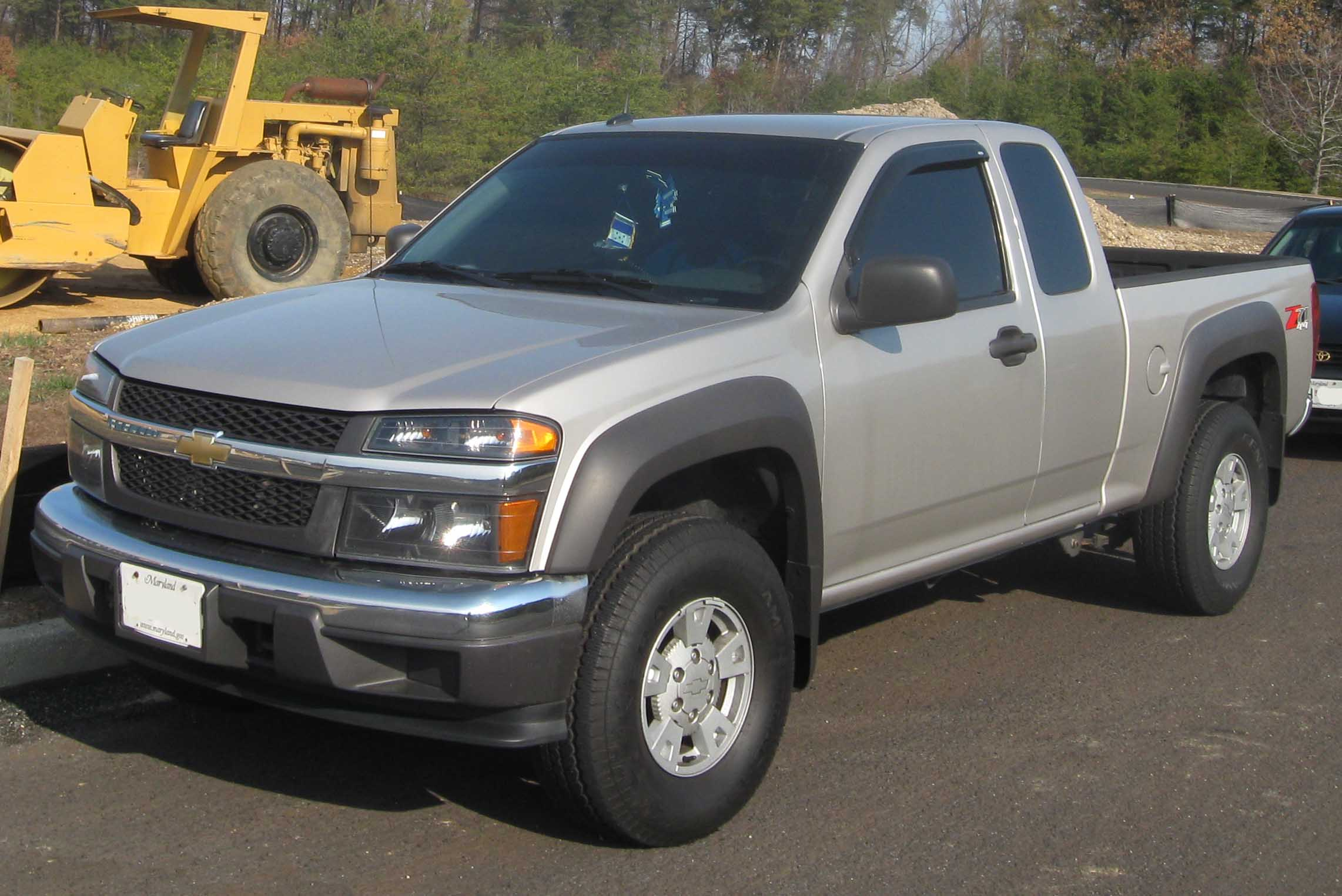
Chevrolet Colorado primeira geração ( EUA )
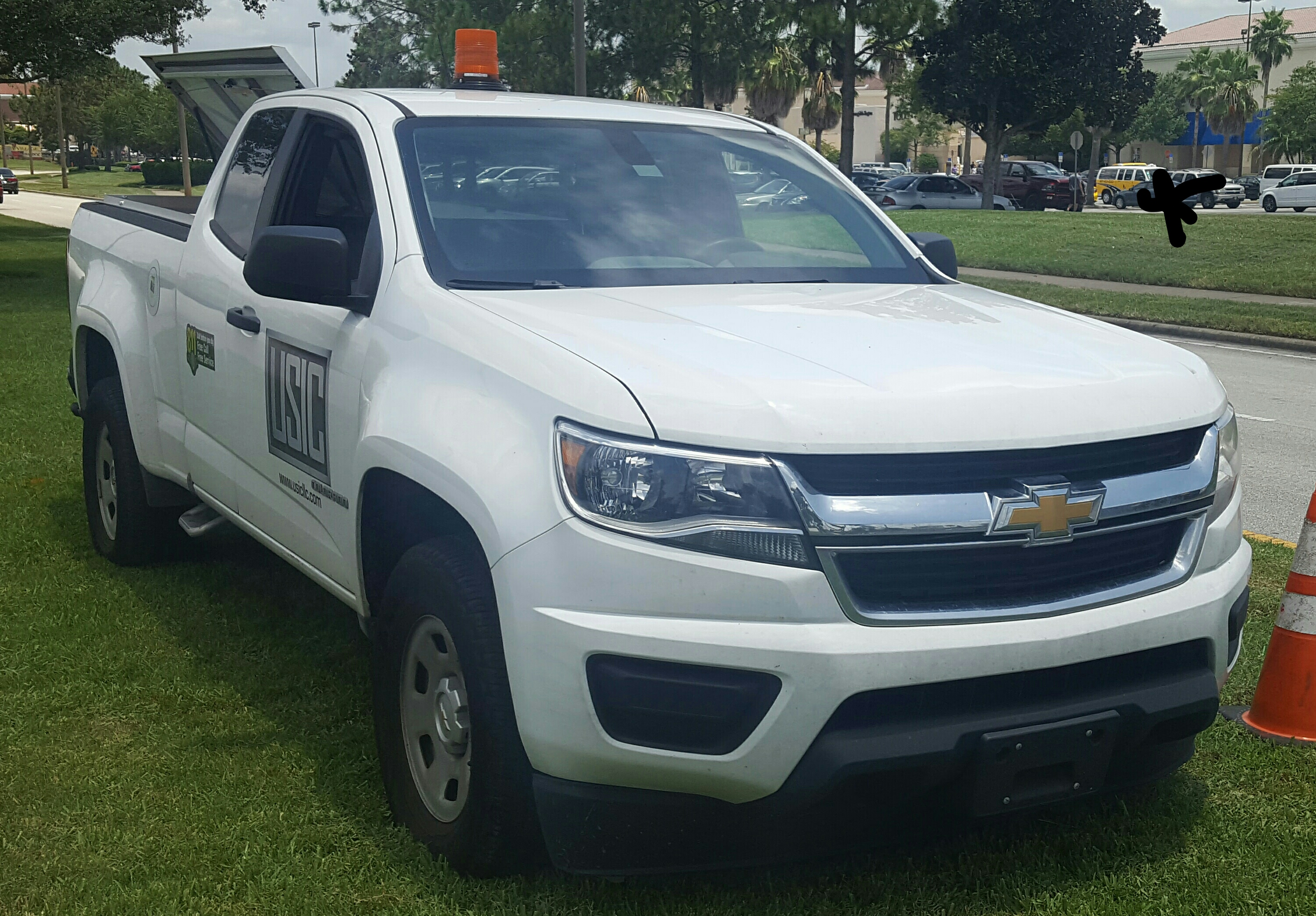
Chevrolet Colorado segunda geração ( EUA )
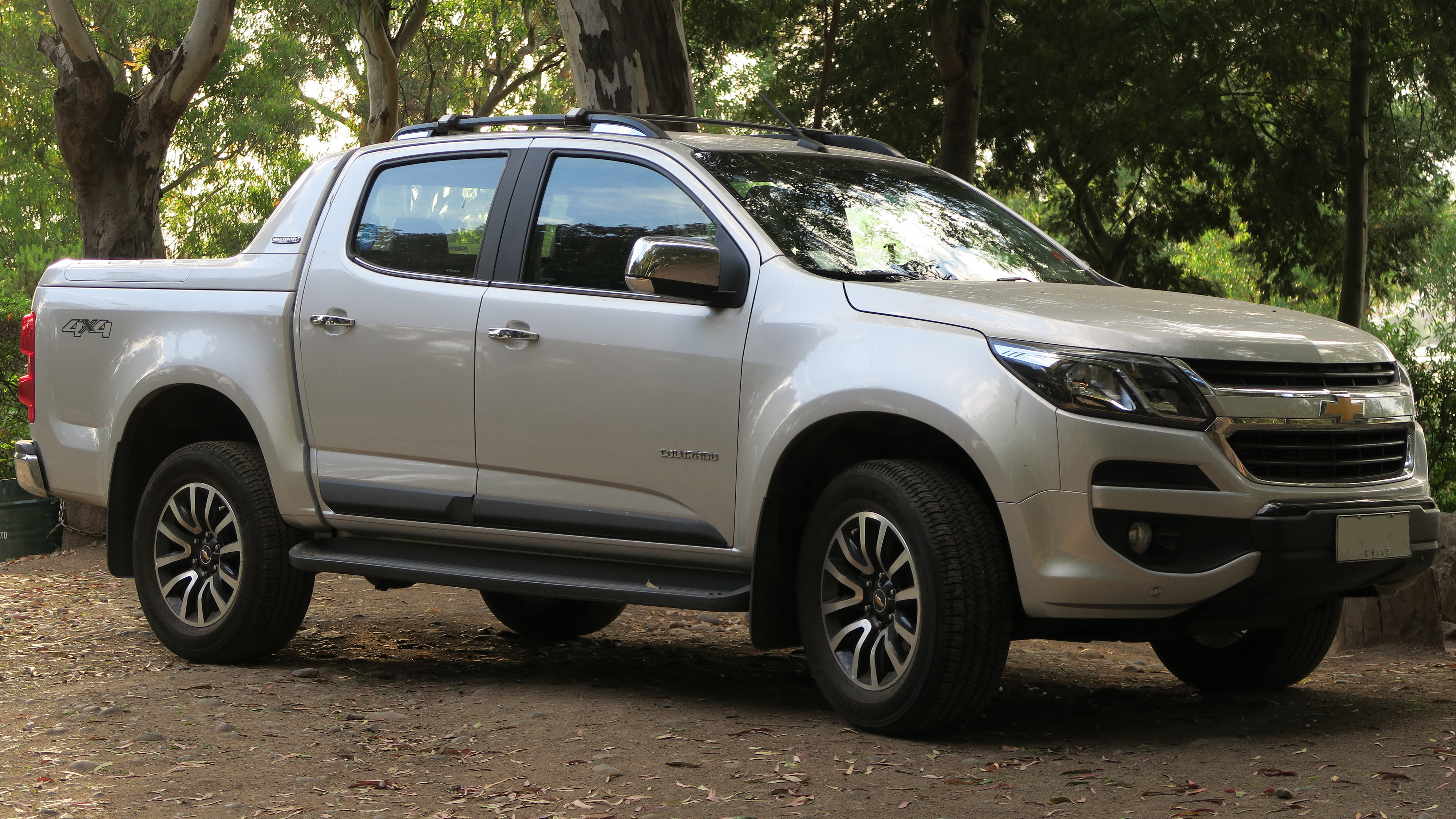
Chevrolet S10 ( Brasil )